# Dasypogon bromeliifolius
Dasypogon bromeliifolius är en enhjärtbladig växtart som beskrevs av Robert Brown. Dasypogon bromeliifolius ingår i släktet Dasypogon och familjen Dasypogonaceae. Inga underarter finns listade.